# Яструбець (Лежайський повіт)
Яструбець (пол. Jastrzębiec) — село на Закерзонні, в Польщі, у гміні Курилівка Лежайського повіту Підкарпатського воєводства.
Населення — 271 особа (2011).

## Історія
Село закріпачене в 1578 р. До 1772 р. знаходилось в лежайському негродовому старостві Перемишльської землі Руського воєводства.
1882 р. — село в Ланьцутському повіті, 36 греко-католиків і 699 римо-католиків, греко-католики ходили до церкви в Бриській Волі парафії Курилівка Канчуцького деканату Перемишльської єпархії. На той час унаслідок півтисячоліття латинізації та полонізації українці західного Надсяння опинилися в меншості.
1934 р. — включення села до об'єднаної сільської ґміни Куриловка Ланьцутського повіту Львівського воєводства.

## Демографія
Демографічна структура станом на 31 березня 2011 року:
|          | Загалом | Допрацездатний вік | Працездатний вік | Постпрацездатний вік |
| -------- | ------- | ------------------ | ---------------- | -------------------- |
| Чоловіки | 144     | 34                 | 92               | 18                   |
| Жінки    | 127     | 22                 | 71               | 34                   |
| Разом    | 271     | 56                 | 163              | 52                   |